# Ункенбах
Ункенбах (нем. Unkenbach) — община в Германии, в земле Рейнланд-Пфальц.
Входит в состав района Доннерсберг. Подчиняется управлению Альзенц-Обермошель. Население составляет 233 человека (на 31 декабря 2010 года). Занимает площадь 5,13 км².